# Choraeus-Preis

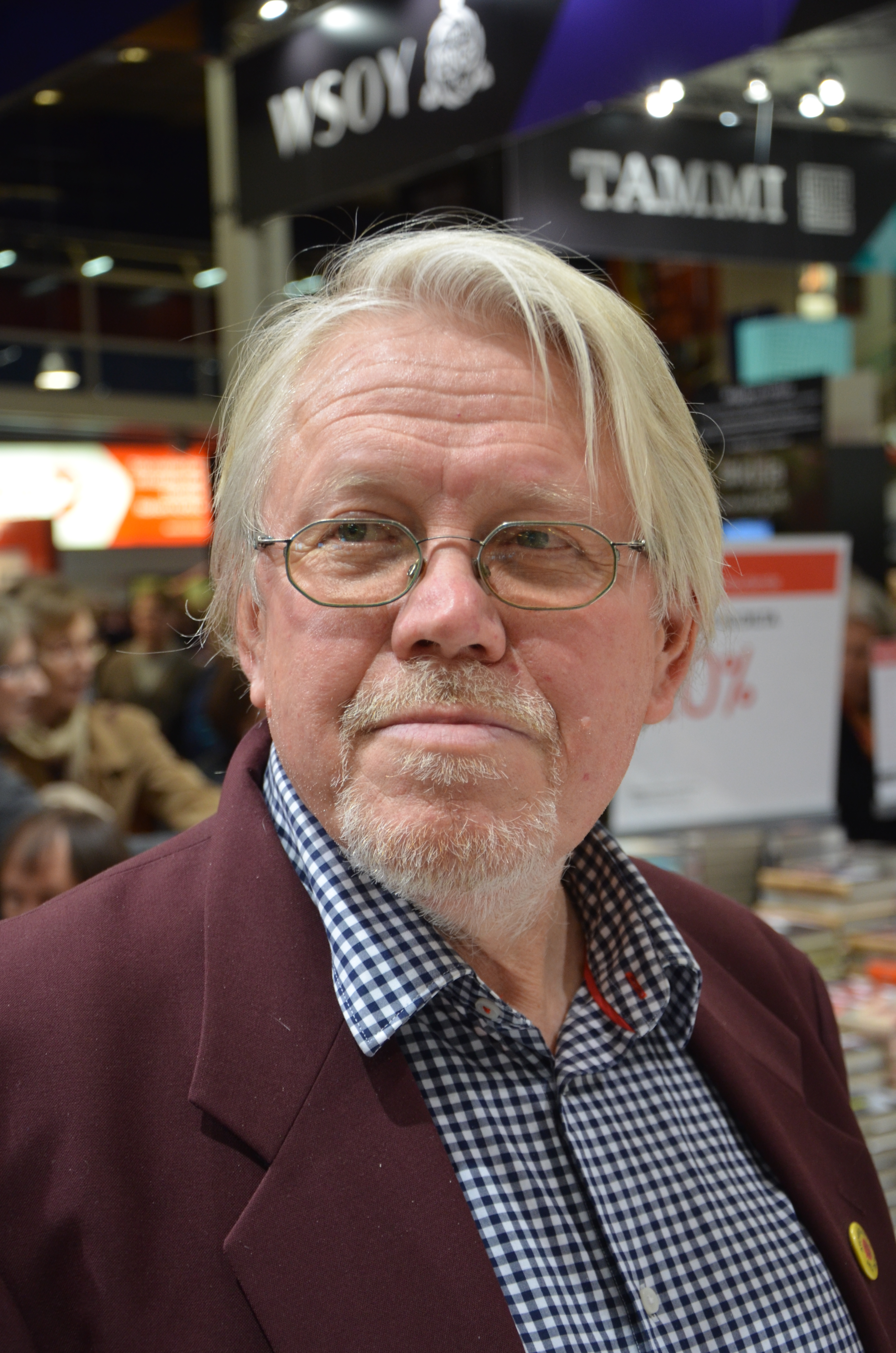
Der Romanautor und Essayist Lars Sund aus Jakobstad wurde 2020 mit dem Choraeus-Preis geehrt.

Der Choraeus-Preis (schwedisch Choraeuspriset) ist ein finnischer Literaturpreis, den die Olof-und-Siri-Granholm-Stiftung (schwedisch Olof och Siri Granholms stiftelse) seit 1995 jährlich für finnlandschwedische Literatur in Österbotten vergibt. Er war ursprünglich mit 9.000 Mark dotiert, 2022 waren es 12.000 Euro. In den Jahren 2010 und 2012 wurde der Preis nicht vergeben. Der Choraeus-Preis ist einer der wichtigsten Literaturpreise in Svenskfinland.

## Auswahlprozess
Der Preisträger wird durch den Vorstand der Stiftung ohne Bewerbung gekürt. Geehrt wird das Gesamtwerk von Schriftstellern und nicht vorrangig eine einzelne Veröffentlichung. Trotzdem können mit dem Choraeus-Preis auch Autoren geehrt werden, wenn sie – trotz eines weniger umfassenden Gesamtwerkes – bereits Begabung, Geschick und Originalität beweisen. Auch Organisationen oder Institutionen, die schwedischsprachige Literatur in Österbotten fördern, können den Preis erhalten.

### Michael Choraeus (1774–1806)
Namensgeber des Preises ist der Priester und Dichter Michael Choraeus. Er wurde 1774 in Vörå geboren. Als 15-Jähriger übersiedelte er nach Schweden, wo er nach dem Tod seines Vaters bei Verwandten aufwuchs. Er erhielt eine Ausbildung an der Universität Uppsala und war danach eine Zeit lang als Privatlehrer in Jakobstad und Åbo tätig. Choraeus lebte den größten Teil seines Lebens in Schweden aber war gleichzeitig eng mit Finnland verbunden.

## Preisträger
- 1995 Lolan Björkman
- 1996 Sven-Erik Klinkmann
- 1997 Carita Nyström
- 1998 Anita Wikman
- 1999 Ralf Norrman
- 2000 Anna-Lisa Sahlström
- 2001 Gösta Ågren
- 2002 Leif Sjöström
- 2003 Christer Laurén
- 2004 Ann-Helen Attianese
- 2005 Maria Sandin
- 2006 Karl-Gustav Olin
- 2007 Kaj Hedman
- 2008 Marita Gleisner
- 2009 Bertel Nygård
- 2010 nicht vergeben
- 2011 Kenneth Myntti
- 2012 nicht vergeben
- 2013 Ralf Andtbacka
- 2014 Wava Stürmer
- 2015 Eva-Stina Byggmästar
- 2016 Berndt Berglund
- 2017 Ann-Luise Bertell
- 2018 Gurli Lindén
- 2019 Wasa Teater
- 2020 Lars Sund
- 2021 Catharina Östman
- 2022 Yvonne Hoffman
- 2023 Dennis Rundt
- 2024 Peter Sandström[veraltet]